# Raštani
Raštani (mazedonisch Раштани) ist ein Dorf im zentralen Teil Nordmazedoniens, das zur Gemeinde Veles gehört. Die nächstgelegene Stadt ist Veles.

## Geographie
Raštani liegt etwa 6 Kilometer westlich von der Gemeindehauptstadt Veles. Zudem befindet sich es am rechten Ufer des Vardars im Topolka-Tal. Im Norden liegen Beleštevica und Novačani, im Osten Veles und Bašino Selo, im Süden Gorno Orizari und Klukovec, während es im Westen an Banjica, Slivnik und Buzalkovo grenzt. Raštani liegt in der historischen Region Grohot.

## Geschichte
Aus der Zeit der Wiedergeburt entstand die Kirche Sveta Troica, die der heiligen Dreifaltigkeit geweiht ist. Die Kirche wurde vom bekannten Architekten Andon Kitanow (1829–1914), einem Vertreter der Kunstschule von Debar, errichtet. 1883 wurde die Kirche vom Ikonenmaler Dimitar Andonow-Papradischki mit Fresken vollendet. Im 19. Jahrhundert war Raštani ein Dorf innerhalb der Kaza (Verwaltungseinheit) Veles des Osmanischen Reichs.
Seine Bewohner bekannten sich zu Beginn des 19. Jahrhunderts in einem Plebiszit zum bulgarischen Exarchat und waren Teil des bulgarischen Millets. In der französischsprachigen Statistik Ethnographie des Vilayets d’Andrinople, de Monastir et de Salonique zählte im Jahr 1873 Raštani 20 Haushalte mit 74 Bulgaren auf. Laut der Statistik des Ethnographen Wassil Kantschow zählte Raštani Ende des 19. Jahrhunderts 260 Einwohner, allesamt Bulgaren.
Nach den Statistiken des Sekretärs des Exarchats Dimitar Mischew (La Macédoine et sa Population Chrétienne) im Jahr 1905 lebten in Raštani 152 bulgarische Exarchisten.
1927 führte der deutsche Forscher Leonhard Schultze Raštani auf seiner Karte Mazedoniens auf und ordnete es als ein christlich-bulgarisches Dorf ein.
Laut der letzten Volkszählung von 2021 hatte Raštani 257 Einwohner zu verzeichnen, davon 219 Mazedonier, ein Vlache und ein Serbe sowie 36 Personen ohne Angaben zur ethnischen Zugehörigkeit.